# KEEP oN.
「kEEP oN.」（キープ・オン、キーポン）は、V6の40枚目のシングル。2012年8月8日にavex traxから発売された。
本作のキャッチコピーは「V6史上最大の問題作」。6分6秒の中でバラード、エレクトロ、ラップ、ファンク、オペラなど様々な曲調が展開する"交響曲"のような楽曲である。

## 背景
本作のプロデュースを手掛けたのは西寺郷太 (NONA REEVES) とcorin.による"にしこりコンビ"である。2人はV6の2011年のシングル「Sexy.Honey.Bunny!」制作時に出会い、翌年リリースのシングル「バリバリBUDDY!」のカップリング曲「POISON PEACH」の制作も共にしている。これら2曲によってV6メンバーとの信頼を築いた2人に2012年1月末、再び曲作りが依頼された。
デビューから17年、当時のV6は個人での活動が多く、グループとして何をすべきか葛藤、模索していた時期だった。メンバーはグループで面白いことをしたいと考え、三宅健の「最初は誤解されても、結果的に虜にさせるような、新しいことに挑戦したい」という一言から、本作の5か月にわたる制作が始まった。

## 制作

### 音楽性
本作のコンセプトは「今まで誰もやっていないこと」、歌って踊れて「全員の個性が1曲の中に入ること」であった。そこで、1曲の中で様々な曲調が展開するクイーン「ボヘミアン・ラプソディ」のような曲を目指してcorin.が第1稿を制作。加えて西寺により、プリンスの曲「Batdance」が持つ"摩訶不思議なダンサブルさ"や少年隊の持つ"ジャニーズらしさ"や"ミュージカルの伝統"が盛り込まれた。
曲作りには井ノ原快彦と三宅健を中心にV6メンバーも参加している。たとえば途中から参加した森田剛は、歌唱面だけでなくダンスなどパフォーマンス面との兼ね合いを考えて曲のアレンジについて提案した。一方の坂本昌行は曲作りの"プロ"に全幅の信頼を置き、歌唱の"プロ"である自らは曲制作にほとんど携わらなかった。

### 構成
本作は様々な曲調を1つにまとめるその特性から、当初は7 - 8分ほどの長さだった。しかしその後それぞれのパートを縮めてマスタリングしたところ、ちょうどグループ名にちなんだ6分6秒であったため、これが採用された。またdowangoの着うた配信によると、本作は以下の7パートで構成されている。
1. 第1楽章 (バラード part)
2. 第2楽章 (エレクトロ 〜 ラップ part)
3. 第3楽章 (JUSTサビ part)
4. 第4楽章 (ファンク 〜 JUSTサビ part)
5. 第5楽章 (オペラ part)
6. 第6楽章 (エレクトロ part)
7. 最終楽章 (弾き語り part)

### 歌詞
本作は"キープ・オン"をテーマとして「何かを続けることの大切さ」を歌っている。楽曲では6分6秒の中で、幼いころの自分の元にタイムスリップして「そのまま続けていけば大丈夫」と励ましていく様子を描いている。曲調は様々な場面転換を経るが、歌詞は「小さな男の子を笑顔にする」というシンプルな構成である。
西寺によれば、楽曲タイトルの「kEEP oN.」が小文字に始まり大文字に終わるのは、右肩上がりで"続ける (=keep on)" 姿勢と、見た目のかわいらしさを意識。また末尾につけられた"."は「意志の強さ」を意味し、デビュー以来メンバー変更なく"踊り続けて"きたV6というグループに敬意を表している。

## 録音

### オーケストラ・バンド
avexのスタッフは本作の予算を「いくらでもかけていい」とした。そのため本作1曲をレコーディングするためのスタジオでのバンドやストリングスの生演奏は、数日間にわたって行われた。様々な曲調を扱う特性もあり、演奏者は「ジェームス・ブラウン的なファンクとビートルズ的なロック、四つ打ちに合わせたドラム」など幅広い対応が求められた。そのため西寺の参加するNONA REEVESのメンバーを含め、「歌に寄り添いながらも前に出てくる演奏」ができるミュージシャンが集められた。
参加した演奏者は#クレジットを参照。

### ボーカル
にしこりコンビは楽曲制作のみならずボーカル・ディレクションにも携わっている。曲のボーカルはV6メンバー6人によるものだが、前作「POISON PEACH」のように1フレーズごとに歌い手を変えるのでなく、各人がある程度の長さを歌って1セクションずつ担当するよう歌割りされている。これは三宅健の提案により西寺が割り振ったものである。西寺はどのパートを誰に歌わせるか明確な方向性をもっており、そのためレコーディングはスムーズに行われたという。
本作の最初と最後のパートは井ノ原快彦が歌唱している。これは西寺が、器用であるがゆえに他メンバーを支える役割になりがちな井ノ原を目立たせることを裏テーマとしていたのが理由である。また井ノ原と同じく、声質が大人っぽくてミドルであるがゆえにユニゾン歌唱で目立ちにくい岡田准一の、そのリズミックな歌唱とセクシーな部分を生かすことも目標とされていた。これらは前作、前々作で坂本昌行、長野博、森田剛、三宅の特徴的な声に重心を置いていたのと対照的なアプローチである。
一方で本作でもメンバーそれぞれの声の個性は生かされており、corin.曰く「メンバーで1番声が甘い」長野にあえて「Come on!」や「Let's kEEP oN!」などの一声を歌わせるギャップや、西寺曰く「アイドルソングにしかない魅力」として"剛健コンビ"にラップの掛け合いをさせるなどの試みが見られた。このラップパートは本来別録りの予定であったが、森田が自発的に三宅のスタジオ入りを待ち、2人で台詞のようにタイミングを合わせてレコーディングしている。さらに「ジャニーズでも屈指の歌唱力」がありミュージカルの座長も務める坂本はオペラパートを担当。彼のスター性を視聴者に伝えることを目的とした歌割りであったが坂本の出来栄えは、レコーディングぎりぎりまで曲を聴いていなかったにもかかわらず、スタジオの皆がスタンディングオベーションするほどだったという。

## リリース
楽曲は2012年7月18日からdowango.jpで着うた先行配信された。8月8日リリースのCDは初回生産限定〈kEEP oN.盤〉、初回生産限定〈キーポン盤〉、通常盤の3形態で発売。〈kEEP oN.盤〉には表題曲のミュージックビデオとメイキングに加え、振付け映像を収録したDVDが付属。〈キーポン盤〉には『キーポンV6』と題したバラエティ番組のDVDが同梱される。いずれの形態も初回出荷分に、全7種の携帯電話待ち受け画像をダウンロード可能なシリアルコードが付属した。ジャケット写真はCG撮影されたものでなく、小道具の実物を合成で重ねた作り。通常盤はキメて、初回生産限定盤2種はハズしたメンバーの写真が使用されている。
「kEEP oN.」は、井ノ原が出演するテレビドラマ『警視庁捜査一課9係 Season7』の主題歌に起用された。カップリング曲には、ミドルバラードの「愛をこめて」(全形態共通) や「一生で最後の恋」(通常盤のみ) のほか、"完璧な女性"に翻弄される男たちを描くクラブテイストの楽曲「Perfect Lady」(通常盤のみ) が収録される。

## チャート成績
本作は2012年8月20日付のオリコン週間CDシングルランキングで3位を記録した。同日付のBillboard JAPANによる売り上げ枚数指標Top Singles Salesでは2位、Billboard JAPAN HOT 100では4位となった。

## 批評
CDジャーナルにて南波一海は、V6のターニングポイントとなった38thシングル「Sexy.Honey.Bunny!」、39thシングル「バリバリBUDDY!」の流れを汲んだ40thシングルである本作を、「シリアスでありながらとびきりユーモアが利い」ている曲と紹介。めまぐるしい転調を"一大スペクタクル"としてまとめあげた点、曲とメンバーが互いのポテンシャルを引き出し合っている点を評価した。また突然のミュージカルパートや曲の最後にある井ノ原の歌唱パートを挙げて、その構成を「トゥーマッチにして至高」と評している。同じくCDジャーナルによると、曲の始まりは穏やかだが「Let' kEEP oN!」の掛け声とともに、ヒップホップやファンク、ミュージカルへ転調する「怒涛の展開に度肝を抜かれる」とした。ほかにサイゾーのレビューでは、2013年のアルバム『Oh! My! Goodness!』に最後の曲として収録された本作について、「その狂ったように目まぐるしい展開がいちばんの聴きどころ」であり、この"怪作"がグループの飛躍につながったと述べている。

## 収録曲

### CD
※「Perfect Lady」以降、通常盤のみ収録。
1. kEEP oN. [6:06]
作詞・作曲：西寺郷太・corin.
編曲：corin.
管&弦編曲：山本拓夫
  - 井ノ原快彦出演 テレビ朝日系ドラマ『警視庁捜査一課9係 season7』主題歌
  - 本作初回生産限定〈キーポン盤〉特典映像『新番組!?「キーポンV6」』オープニングテーマ
2. 愛をこめて [4:29]
作詞・作曲：Takuya Harada
編曲：鈴木雅也
  - 本作初回生産限定〈キーポン盤〉特典映像『新番組!?「キーポンV6」』エンディングテーマ

30thシングル「HONEY BEAT/僕と僕らのあした」通常盤カップリング「愛をコメテ」とは異なる。
3. Perfect Lady [3:14]
作詞：KOMU
作曲：Paul Rein・Marie Rein
編曲：Paul Rein
4. 一生で最後の恋 [4:40]
作詞：zopp
作曲：川口進
編曲：石塚知生
5. kEEP oN.（instrumental）
6. 愛をこめて（instrumental）
7. Perfect Lady（instrumental）
8. 一生で最後の恋（instrumental）

### DVD

#### 初回生産限定〈kEEP oN.盤〉
1. 「kEEP oN.」ミュージックビデオ
2. ミュージックビデオ撮影 真剣！ドキュメンタリー
3. kEEP oN DANCING!振り付けビデオ

#### 初回生産限定〈キーポン盤〉
1. 新番組!?「キーポンV6」

## クレジット
kEEP oN.
- シンセサイザー, プログラミング, エレクトリック・ギター – corin.
- アコースティック・ギター, サウンド・エフェクト – 西寺郷太 (NONA REEVES)
- ドラムス – 小松シゲル (NONA REEVES)
- エレクトリック・ギター – 奥田健介 (NONA REEVES)
- ベース – 村田シゲ（□□□ / Cubismo Grafico Five）
- トランペット – 西村浩二
- トロンボーン – 村田陽一
- テナーサクソフォーン, フルート & ピッコロ – 山本拓夫
- ストリングス – 金原千恵子ストリングス
- バッキング・ボーカル – corim,、西寺郷太、小松シゲル、奥田健介、村田シゲ
- アディショナル・コーラス – Ko-saku

愛をこめて
- インストルメンタル & プログラミング – 鈴木雅也
- コーラス – Ko-saku

Perfect Lady
- インストルメンタル & プログラミング – Paul Rein
- コーラス – 竹内浩明

一生で最後の恋
- プログラミング – 石塚知生
- ベース – 美久月千晴
- エレクトリック・ギター & アコースティック・ギター – 林部直樹
- コーラス – 知野芳彦

## 収録アルバム
- 『Oh! My! Goodness!』（#1）
- 『SUPER Very best』（#1）